# جوزيف كامبل
جوزيف جون كامبل (بالإنجليزية: Joseph Campbell) (مارس 1904 - 30 أكتوبر 1987) ميثولوجي أمريكي، وكاتب ومحاضر ومحرر للعديد من الكتب عن الأساطير، أشتهر لأعماله في الميثولوجيا المقارنة وعلم الأديان، ويمكن تلخيص مشروع كامبل في ركيزة أساسية هي - وكما قال في كتابه البطل ذو الألف وجه : "الطريق إلى ما هو انسانى يوجد في أن نتعرف من جديد على الشرارة الالهية في جميع تحولات الوجه الانسانى الذي لا يستنفد"

## سفر التكوين
ولد جوزيف كامبل في وايت بلينز بمدينة نيويورك لأسرة كاثوليكية من الطبقة الوسطى، افتتن جوزيف الطفل بثقافة السكان الأصليين لأمريكا بسبب زيارة قام بها مع والده للمتحف الأمريكي للتاريخ الطبيعي بنيويورك، شاهد خلالها مجموعة من التحف الأمريكية الأصلية، وأسرته هذه الأعمدة الطوطمية والأقنعة فبدأ يتساءل حولها ومن صنعها وما أصولها، وقادته هذه الأسئلة إلى القراءة حول الهنود الحمر، أساطيرهم وخرافاتهم وحياتهم اليومية، وكان في العاشرة من عمره عندما بدأ مسعاه الذي جعل منه أحد أبرز باحثي العالم في الأسطورة وعلم الأديان
في عام 1921 كان قد تخرج من كلية كانتربري في ميلفورد الجديد، بولاية كونيتيكت، كما درس علم الأحياء والرياضيات في كلية دارتموث، إلا إنه فضل بعدها دراسة العلوم الإنسانية، فانتقل إلى جامعة كولومبيا حيث حصل على شهادة البكالوريوس في الأدب الإنكليزي في عام 1925، ثم حصل على الماجستير في أدب العصور الوسطى في عام 1927، كما كان له نشاطاً رياضياً أثناء دراسته في جامعة دارتموث، وأحرز عدة ميداليات في سباقات المضمار، ولفترة كان من بين أفضل المتسابقين في الجري لمسابقات النصف كيلو في العالم.

## رحلة الخروج (أوروبا)
سافر كامبل عام 1924 في رحلة إلى أوروبا مع أسرته، حيث ألتقى على متن السفينة بالكاتب والفيلسوف الهندي جيدو كريشنامورتي، وتناقشا طويلاً حول الفلسفة الأسيوية، مما أثار اهتمام كامبل بالديانة الهندوسية والفكر الهندي، مما كان له أثراً في أبتعاده عن الكاثوليكية بعد ذلك في عام 1927 قدمت له درجة الزمالة عن طريق جامعة كولومبيا للدراسة في أوروبا، فدرس الفرنسية القديمة والبروفانسية والسنسكريتية في جامعة باريس بفرنسا وجامعة ميونيخ بألمانيا، وسرعان ما أتقن هذه اللغات بعد عدة شهور من الدراسة، وأضاف إليهم الفرنسية والألمانية، وهي اللغات التي ظل يتحدثها بطلاقة تامة طوال حياته بالإضافة إلى اللاتينية التي اتقنها تماماً، كما أعرب خلال فترة من حياته عن رغبته في تعلم اليابانية كي يضفي مزيداً من الثراء إلى معرفته اللغوية.
تأثر كامبل خلال هذه الفترة بتجربة الجيل المفقود، وهو الجيل الذي شهد الحرب العالمية الأولى وانفعل بها لتشكل مصيره، كما تعرف على الثقافة الأوروبية، تحديدا كتابات جيمس جويس وأعمال سيجموند فرويد وكارل يونغ، وشاهد المتاحف الأوروبية وصالات الفن الحديث.

## العودة
عاد كامبل إلى كولومبيا عام 1929، وكان راغباً وقتها في استكمال دراسته عن اللغة السنسكريتية والفن الحديث وأدب العصور الوسطى، إلا أنه مني بالفشل بسبب رفض هيئة التدريس، فانسحب من الدراسات العليا، وكان لهذا الموقف أثره العميق عليه لبقية حياته، حيث كان يصر في فترة من حياته بعد ذلك أن ينادي بـ (السيد كامبل)، لا (الدكتور كامبل) بعدها، أمضى كامبل السنوات الخمس بين (1929 - 1934) في محاولة معرفة ما يتوجب عليه أن يفعل بحياته، وقضي هذه الفترة في الدراسة، دراسة صارمة ومستقلة، كان يقضي أغلب يومه في القراءة والبحث.

## الوفاة
مات جوزيف في منزله في مدينة هونولولو بولاية هاواي الأمريكية بسبب سرطان المريء, قبل وفاته أكمل الكاتب تصوير
سلسلة مقابلات تلفزيونية مع بيل مويرز بثت على التلفاز في الربيع الذي أعقب وفاته .

## روابط خارجية
- جوزيف كامبل على موقع IMDb (الإنجليزية)
- جوزيف كامبل على موقع الموسوعة البريطانية (الإنجليزية)
- جوزيف كامبل على موقع ميوزك برينز (الإنجليزية)
- جوزيف كامبل على موقع إن إن دي بي (الإنجليزية)
- جوزيف كامبل على موقع أول ميوزيك (الإنجليزية)
- جوزيف كامبل على موقع ديسكوغز (الإنجليزية)
- جوزيف كامبل على موقع قاعدة بيانات الفيلم (الإنجليزية)